# یواس‌ان‌اس کارل برشیر (تی-ای‌کی‌ای-۷)
یواس‌ان‌اس کارل برشیر (تی-ای‌کی‌ای-۷) (به انگلیسی: USNS Carl Brashear (T-AKE-7)) یک کشتی است که طول آن ۲۱۰ متر (۶۸۹ فوت) می‌باشد. این کشتی در سال ۲۰۰۸ ساخته شد.